# Torsten Haeffner
Torsten Haeffner (* 1960 in München) ist ein Schweizer Schriftsteller. Er schreibt Romane, Erzählungen und Biographien.

## Werdegang
Haeffner wuchs in einem Münchner Vorort auf. Nach der abgeschlossenen Ausbildung als Konditor erlernte er das Journalistenhandwerk und arbeitete fortan zunächst für deutschsprachige Tages- und Wochenzeitungen. Von 1986 bis 1994 war er als Wirtschaftsredaktor tätig, zuletzt beim Schweizer Wirtschaftsmagazin Bilanz.
Von 1994 an war Haeffner während mehr als fünfzehn Jahren in verschiedenen Disziplinen und Positionen für Industrie- und Dienstleistungsunternehmen und im Consulting tätig. Mitte 2010 beendete er diese Tätigkeit, um sich fortan dem Schreiben von Büchern zuzuwenden.

## Bücher
- Stilton. Roman. Stämpfli Verlag, Bern 2011. ISBN 978-3-7272-1317-5
- Die Wellenflüsterer. Roman. Stämpfli Verlag, Bern 2011. ISBN 978-3-7272-1289-5
- Sir Desmond Adlington in schweren Nöten. Roman. Stämpfli Verlag, Bern 2012. ISBN 978-3-7272-1291-8
- Hidschra. Roman. (Offizin, Zürich 2013. ISBN 978-3-907496-76-3). Münster Verlag, Basel 2019. ISBN 978-3-907146-59-0
- Das Einsiedler Zittern. Erzählung. (Offizin, Zürich 2014. ISBN 978-3-907496-88-6). Münster Verlag, Basel 2019. ISBN 978-3-907146-58-3
- Das Testament der Barfussläuferin. Roman. Münster Verlag, Basel 2019. ISBN 978-3-907146-53-8
- Das Hexer-Syndikat – Marco Turinis schwierigster Fall. Roman. Münster Verlag, Basel 2019. ISBN 978-3-907146-56-9
- mit Katrin McClean (Hrsg.): Aufgewachsen in Ost und West. 64 Geschichten für eine wirkliche Wiedervereinigung. Anthologie. Rubikon, Mainz 2020, ISBN 978-3-96789-008-2.